# Isaac Vossius
Isaac Vossius (* 1618 in Leiden; † 21. Februar 1689 in Windsor) war ein niederländischer Altphilologe.

## Leben und Wirken
Isaac Vossius war der fünfte von sechs Söhnen des niederländischen Humanisten Gerhard Johannes Vossius. Seine Erziehung und Ausbildung erfolgte durch Hauslehrer, seinen älteren Bruder Dionysius und den Vater, zunächst in Leiden, später in Amsterdam. Er erlernte nicht nur Latein, sondern auch Griechisch sowie Arabisch, und wurde in antiker Geografie geschult. Zu seinen Freunden aus der Kindheit gehörte Coenraad van Beuningen. 1643 wurde Claudius Salmasius sein Lehrer, den er durch seine Recherchen auch beim Verfassen von dessen Buch De Hellenistica commentarius aktiv unterstützte. Salmasius war für Vossius' frühen Arbeiten von großer Bedeutung, seine erste, 1639 erschienene Ausgabe des Geographen Skylax ebenso wie die 1640 publizierten Trogus-Epitome des Iustinus stehen in dessen Tradition. Von 1641 bis 1644 führte ihn eine ausgedehnte Studienreise nach England, Frankreich und Italien (Florenz, Rom, Neapel, Venedig, Mailand). Dabei erwies sich Vossius als erstklassiger Kopist und kundiger Sammler von Handschriften. Einen längeren Aufenthalt legte er dabei in Paris beim Freund seines Vaters, Hugo Grotius, ein, in England traf er James Ussher. 1644 wurde er Stadtbibliothekar von Amsterdam, 1646 in Nachfolge seines verstorbenen Bruders Matthäus Vossius († 1646) offizieller Historiograph von Holland und Zeeland. Mehr als der Titel verband Vossius jedoch nicht mit der Position, die erwarteten historischen Arbeiten konnte er nie erbringen. Somit verlor er diese Position 1671 wieder.

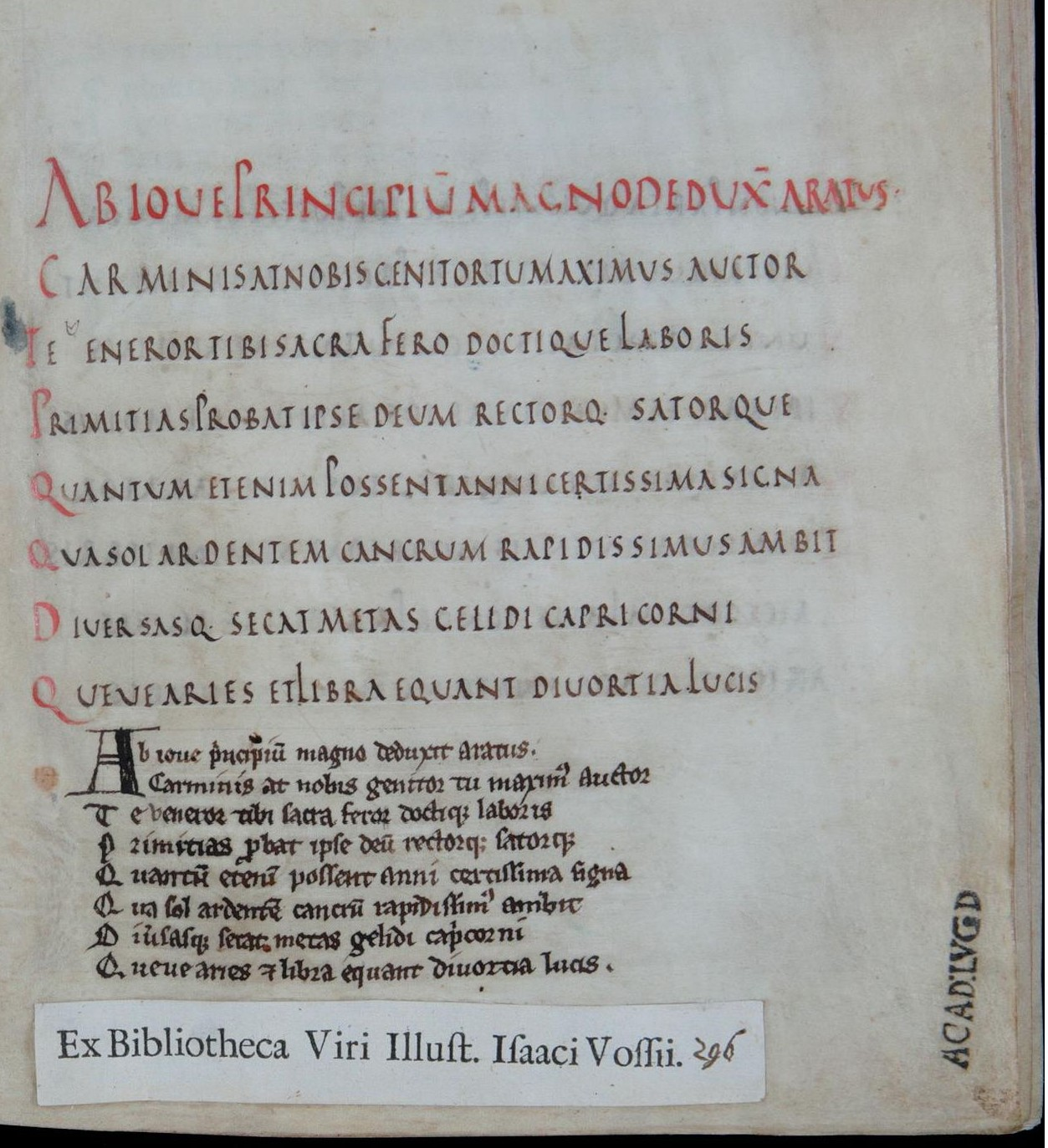
Blatt aus dem Leidener Aratea.

1648 trat Vossius als Hofbibliothekar in den Dienst der schwedischen Königin Christina, der er Unterricht im Griechischen gab. Ihn begleitete der ehemalige Schüler seines Vaters, Cornelius Tollius, dem Vossius wenig später vorwarf, ihm Bücher gestohlen zu haben. An Christinas Hof traf er auf Gelehrte wie René Descartes, Johannes Freinsheim, Johannes Scheffer und Johann Heinrich Boeckler; mit Marcus Meibom geriet er in Streit über dessen Versuche, am schwedischen Hof antike Musik aufzuführen. Auch mit seinem früheren Lehrer Claudius Salmasius geriet er in Konflikt. Zudem litt er unter den Launen der Königin, bei der er wechselweise zwischen hoher Gunst und Ungnade stand. 1650 unterwies er auch seinen alten Freund Coenraad van Beuningen im Griechischen, als dieser in diplomatischer Mission am schwedischen Hof weilte, 1651 bereiste er mit Nikolaes Heinsius dem Älteren nochmals Italien und Frankreich. Sein Einsatz für seinen Freund Menasse ben Israel, der sich als Hofbuchhändler bewarb, blieb vergeblich. 1655 verließ er Schweden nach der Abdankung Christinas wieder und ging zunächst kurz mit ihr nach Brüssel, dann zurück nach Amsterdam und zog wenig später mit seiner Mutter nach Den Haag.
In den Niederlanden widmete Vossius sich vermehrt auch theologischen, mathematischen und naturwissenschaftlichen Themen. In der Folgezeit reiste er weiter umher und widmete sich neben eigenen Studien auch der Herausgabe der Schriften seines 1649 verstorbenen Vaters. Finanziell wurde er zu dieser Zeit auf Empfehlung von Jean-Baptiste Colbert durch Ludwig XIV. unterstützt. Auf einer seiner Reisen traf er in Paris 1664 Paul Colomiès (1638–1692), den er in die Niederlande schickte. Mittlerweile war Vossius so bekannt, dass er selbst Ziel von internationalen Besuchern wurde, so besuchten ihn etwa 1667 Paolo Falconieri (1638–1704) und Lorenzo Magalotti. 1670 siedelte er nach England über, wo Karl II. ihn 1673 zum Kanoniker an der St George’s Chapel von Schloss Windsor machte. Eine Erbschaft machte ihn zudem finanziell unabhängig. An der University of Oxford erlangte er 1670 einen Abschluss in Common Law. 1673 veröffentlichte er mit De poematum cantu et viribus rhythmi sein wohl wichtigstes Werk, das sich mit Grundfragen des antiken Versrhythmus sowie der Vertonung metrischer Gedichte beschäftigte. 1679 wurde Adrian Beverland (1650–1716) sein Sekretär. Kurz vor seinem Tod gab er 1688 seine Stelle als Kanoniker von Windsor auf.

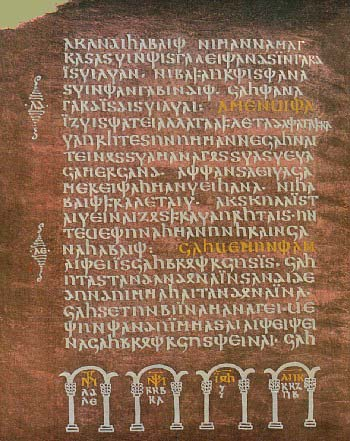
Blatt aus dem Codex Argenteus.

Vossius stand trotz seiner eigenen Bedeutung immer im Schatten seines bedeutenderen Vaters. Mit seinen Ausgaben antiker Werke – neben Skylax und Iustinus auch beispielsweise die Briefe des Märtyrers Ignatius oder die Gedichte des Catull – stellte er seine reiche Sammlung an Handschriften auch anderen Forschern zur Verfügung. Thomas Gale war es nur durch die derartige Hilfe Vossius' möglich, seine editio princeps von De mysteriis von Iamblichos 1678 zu publizieren. Seine Theorien zur Metrik beeinflussten wahrscheinlich noch Gottfried Hermanns diesbezügliche Arbeiten. Karl Friedrich Ernst Koldewey zeichnet in seiner Biografie Vossius' für die Allgemeine Deutsche Biographie ein negatives Bild von dessen Charakter. Seine Zusammenarbeit und Hilfe für andere Forscher soll nur dann freigiebig erfolgt sein, wenn er selbst kein Interesse in diesem Bereich hatte. Zudem soll er die moralischen Werte der Zeit nicht eingehalten haben. Der zeitlebens unverheiratete Wissenschaftler hatte offenbar häufig Affären mit Frauen und selbst als Kanoniker in Windsor soll er ein häufiger Besucher der Bordelle gewesen sein. Dieser lockere Lebenswandel war offenbar häufig Grund zur Beanstandung durch seine Umgebung. Ins Reich der Fabel ist der Vorwurf zu verweisen, er hätte auf dem Sterbebett die Sakramente abgelehnt. Noch schwerer wiegt allerdings der Vorwurf, Vossius habe nicht nur Christina von Schweden schlecht gedient, weil er bei seinen Auftragskäufen an Büchern und Handschriften in den Niederlanden und in Frankreich eher seinen eigenen Interessen folgte, sondern auch wertvolle Bücher aus ihrer Bibliothek entwendete. In seinem Besitz befanden sich später auf alle Fälle Bücher und Handschriften – darunter der Codex Argenteus – aus dem Bestand der Bibliothek von Christina, die ausstehende Gehaltszahlungen beim Scheiden Vossius' aus ihren Diensten in Form von Büchern und Handschriften beglich. Seine Bibliothek – sie galt als eine der besten, wenn nicht die beste private Bibliothek seiner Zeit – und die Handschriften wurden von seinen Erben nach seinem Tod für eine hohe Summe an die Universität Leiden verkauft, wo die Handschriften (darunter die Leidener Aratea) die Codices Vossiani bilden. Seine für den schwedischen Hof erworbenen Handschriften sind heute als Codices Reginenses Teil der Bibliotheca Vaticana. Auch seine in Schweden erworbene botanische Sammlung von Leonhard Rauwolf ging nach seinem Tod an die Universität Leiden.

## Ehrungen
Ab 1664 war Vossius Mitglied der Royal Society.

## Schriften

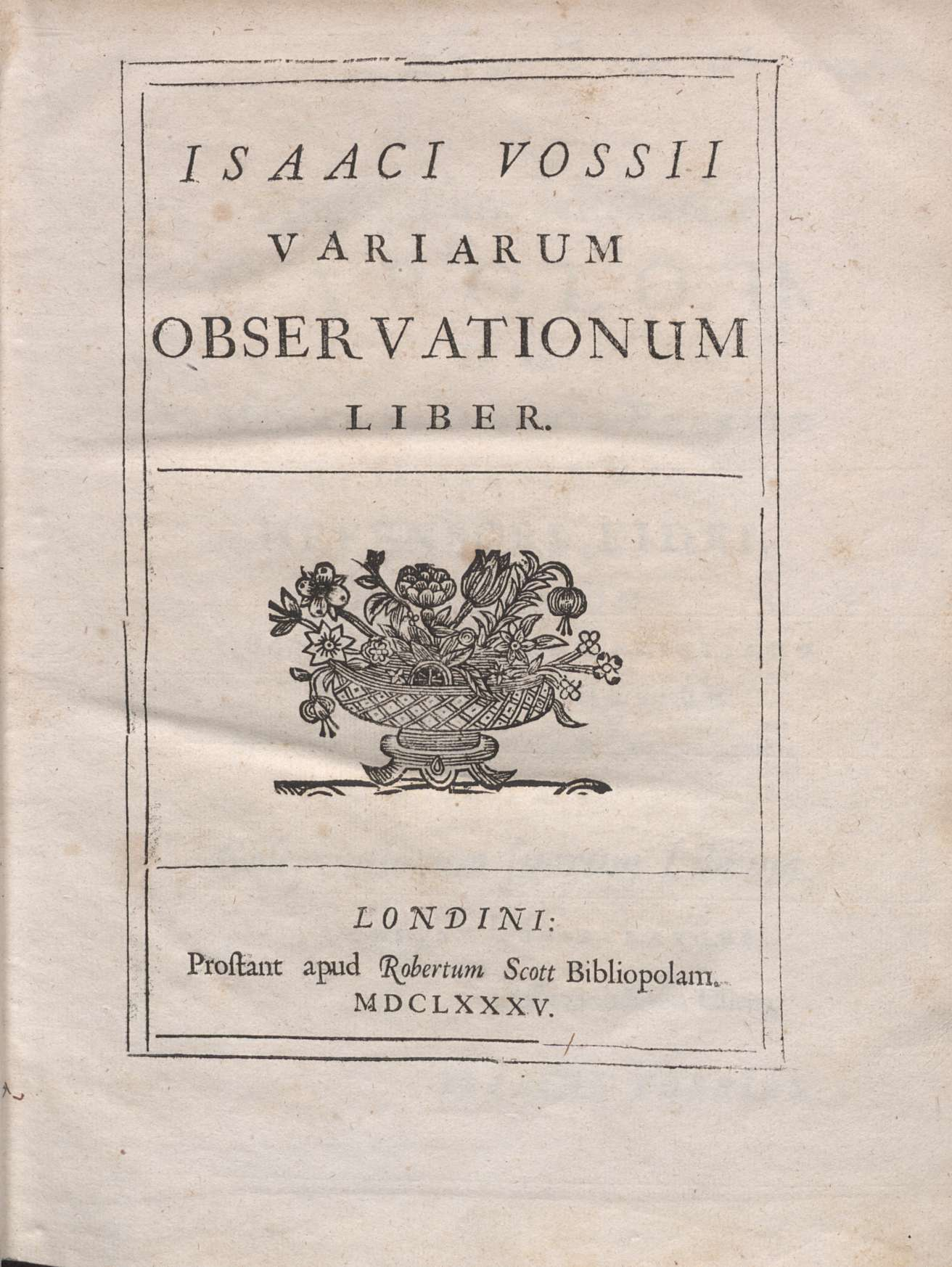
Variarum observationum liber, 1685

- De poematum cantu et viribus rhythmi. Oxford 1673 (Digitalisat).
- De Nili et aliorum fluminum origine. Den Haag 1666.
- De septuaginta interpretibus. 1661.
- De Sibyllinis oraculis. 1679.
- Variarum observationum liber. 1685.